# La Biblioteca Universale
La Biblioteca Universale, Die Universalbibliothek in tedesco, è un racconto del 1904 di Kurd Laßwitz che prende spunto da pensieri di Leibniz ed offrirà a Borges una delle ispirazioni per il suo racconto La biblioteca di Babele.
Il racconto narra di  un editore e un saggista, che discutono della possibilità di creare una biblioteca contenente tutti i libri possibili.
Il messaggio chiave del racconto è che ciò che è veramente "infinito" non corrisponde a ciò che, per la sua incommensurabile estensione, l'uomo percepisce come infinito.

## Trama
Il racconto narra della discussione tra il professor Wallhousen e il redattore Max Burkel che era andato a trovare il professore in casa propria a caccia di un articolo da pubblicare.
Non avendo materiale da offrire al suo ospite, il prof Wallhousen calcola il numero dei libri necessari per costruire una ipotetica Biblioteca Universale che contenesse tutte le combinazioni possibili dei caratteri tipografici.
Immaginando di usare in tutto 100 caratteri tipografici tra lettere, segni di interpunzione e caratteri speciali, e pensando ogni volume di questa Biblioteca composto di 500 pagine, ogni pagina di 40 righe e ogni riga di 50 caratteri (spazi inclusi), la Biblioteca Universale si viene a comporre di un numero di libri pari a 10 elevato a due milioni.
Non comprendendo appieno lo portata di questo numero finito, il prof Wallhousen porta esempi "pratici" per far capire ai suoi interlocutori quanto vasto possa essere il numero in questione:
- raggruppati in trilioni si otterrebbe un numero pari a 10 elevato a 1.999.982 (un numero ancora inimmaginabile)
- se tutta la biblioteca fosse disposta in un'unica fila, andando alla velocità della luce si impiegherebbero due anni per percorrere un solo trilione di volumi
- se tutta la biblioteca fosse impacchettata e ogni mille volumi si occupasse un metro cubo, il numero degli universi che si riempirebbero avrebbe solo una sessantina di zeri in meno rispetto al numero dei volumi della Biblioteca Universale

Il racconto si chiude con la riflessione portata da una poesia di Goethe e l'invito a non lasciare mai il campo dell'esperienza sensibile.

## Edizioni
- Racconti matematici, a cura di Claudio Bartocci, Einaudi, 2006, ISBN 978-88-06-18321-9.